# Michailocoris
Michailocoris is een geslacht van wantsen uit de familie van de Miridae (Blindwantsen). Het geslacht werd voor het eerst wetenschappelijk beschreven door Štys in 1985.

## Soorten
Het genus bevat de volgende soorten:

- Michailocoris chinensis (Hsiao, 1941)
- Michailocoris josifovi Štys, 1985
- Michailocoris pulchoki Yasunaga & Duwal, 2007
- Michailocoris triamaculosus C.S. Lin, 2007